# Lohe (Langenzenn)

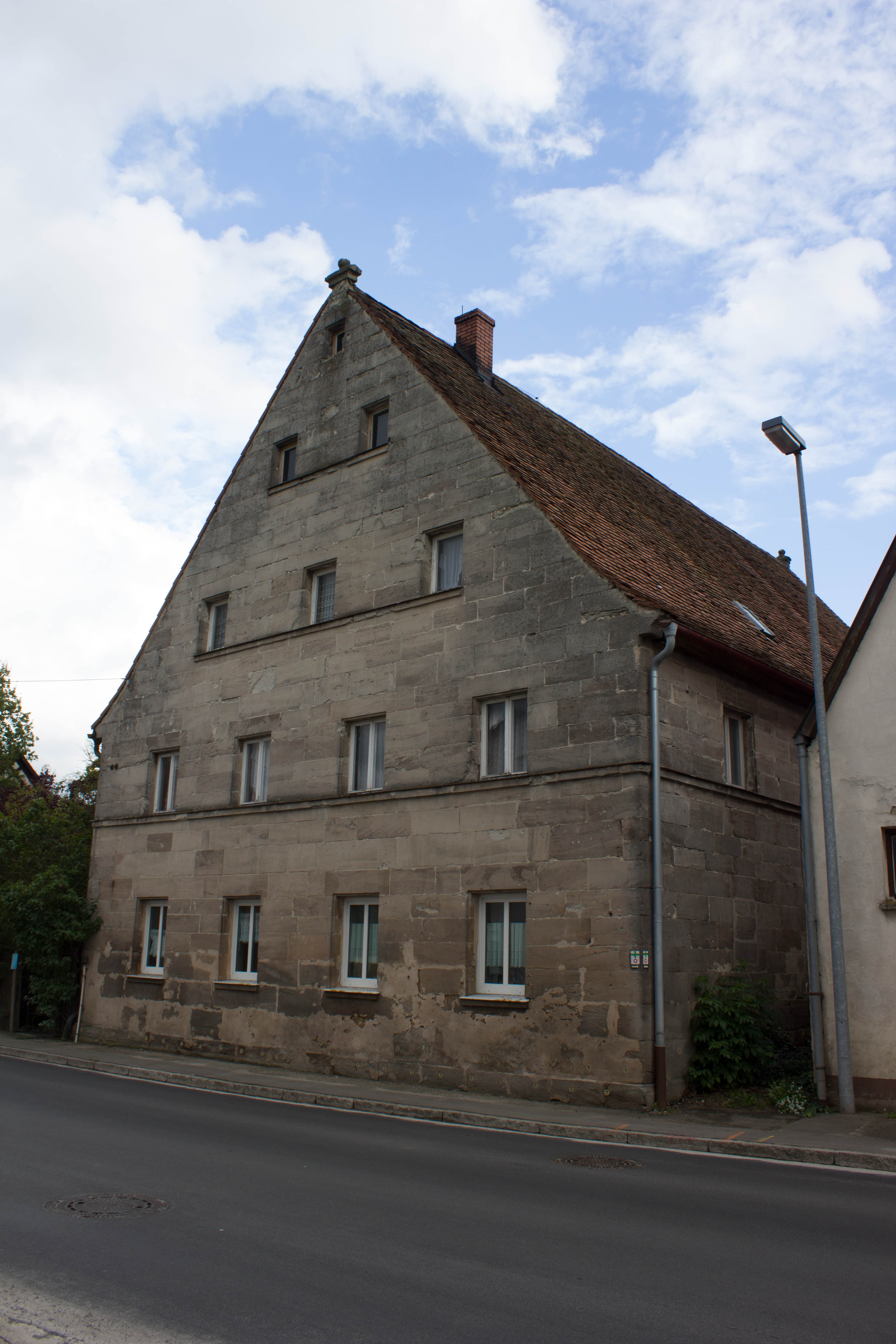
Äußere Windsheimer Str. 5: Wohnhaus

Lohe ([ˈloːə] , fränkisch: Lo) ist ein Gemeindeteil der Stadt Langenzenn im Landkreis Fürth (Mittelfranken, Bayern). Lohe liegt in der Gemarkung Laubendorf.

## Geographie
Das Dorf liegt am Südufer der Zenn, dem Ort Laubendorf direkt gegenüber. 0,25 km weiter westlich liegt Heinersdorf. 0,5 km südwestlich liegt das Flurgebiet Egelweiher, 0,5 km südlich das Neuholz. Die Staatsstraße 2252 führt nach Heinersdorf (1 km westlich) bzw. zu einer Anschlussstelle der Bundesstraße 8 (1,1 km östlich). Eine Gemeindeverbindungsstraße führt nach Laubendorf (0,4 km nördlich).

## Geschichte
Der Ort wurde im burggräflichen Urbar von 1360/70 erstmals urkundlich erwähnt. Der Ortsname leitet sich vom mittelhochdeutschem „lôch“ ab, womit ein Laubwald bezeichnet wurde. Dem Kloster Langenzenn wurde mit dessen Gründung im Jahr 1409 der Zehnt des Ortes zugesprochen. 1464 wie auch 1713 gab es im Ort sechs markgräfliche Untertansfamilien.
Gegen Ende des 18. Jahrhunderts gab es in Lohe elf Anwesen. Das Hochgericht übte das brandenburg-ansbachische Stadtvogteiamt Langenzenn aus. Grundherren waren das Kastenamt Cadolzburg (6 Halbhöfe, 2 Güter) und das Klosteramt Langenzenn (3 Güter). 1801 gab es im Ort acht Anwesen.
Von 1797 bis 1808 unterstand der Ort dem Justiz- und Kammeramt Cadolzburg. Im Rahmen des Gemeindeedikts wurde Lohe dem 1808 gebildeten Steuerdistrikt Laubendorf und der im selben Jahr gebildeten Ruralgemeinde Laubendorf zugeordnet.
Am 1. Juli 1972 wurde Lohe im Zuge der Gebietsreform in Bayern nach Langenzenn eingegliedert.

### Baudenkmal
- Äußere Windsheimer Str. 5: Wohnhaus[11]

### Einwohnerentwicklung
| Jahr      | 001818 | 001840 | 001861 | 001871 | 001885 | 001900 | 001925 | 001950 | 001961 | 001970 | 001987 | 002019 |
| Einwohner | 29     | 27     | 65     | 61     | 64     | 52     | 54     | 134    | 113    | 126    | 356    | 367    |
| Häuser    | 9      | 9      |        |        | 9      | 9      | 8      | 11     | 15     |        | 95     |        |
| Quelle    | [ 13 ] | [ 14 ] | [ 15 ] | [ 16 ] | [ 17 ] | [ 18 ] | [ 19 ] | [ 20 ] | [ 21 ] | [ 22 ] | [ 23 ] | [ 1 ]  |

## Religion
Der Ort ist seit der Reformation evangelisch-lutherisch geprägt und bis heute in die Trinitatiskirche (Langenzenn) gepfarrt. Die Einwohner römisch-katholischer Konfession waren ursprünglich nach St. Michael (Wilhermsdorf) gepfarrt, heute ist die Pfarrei St. Marien (Langenzenn) zuständig.